# Ipkg
Ipkg er et letvægts pakkehåndteringssystem. Det bruges primært til små linux maskiner – f.eks. access points, smartphones eller NAS. De NAS's der bruger ipkg kan nævnes følgende producenter QNAP,Synology og Netgear.
Udviklingen af ipkg er indstillet og mange af de projekter der har brugt ipkg, er nu gået over til at bruge opkg til pakkehåndteringssystem.
| Tux | Spire Denne Linuxartikel er en spire som bør udbygges. Du er velkommen til at hjælpe Wikipedia ved at udvide den. |